# زیره (سرده)
زیره (نام علمی: Carum) نام یک سرده از خانواده چتریان است. این سرده شامل حدود ۲۰ گونه از گیاهان گل‌دار است که بومی مناطق معتدل بر قدیم است. مهم‌ترین گونهٔ این سرده، زیره سیاه (C. carvi) است که از دانه‌های آن به‌عنوان ادویه در آشپزی، استفادهٔ زیادی می‌شود.